# Terror w przestworzach
Terror w przestworzach – amerykański film sensacyjny z 1972 na podstawie powieści „Hijacked” Davida Harpera.

## Obsada
- Charlton Heston – kapitan Henry „Hank” O’Hara
- Claude Akins – sierżant Ben Puzo
- Yvette Mimieux – Angela Thacher
- James Brolin – Jerome K. Weber